# Уестън
 Тази статия е за града в Айдахо, САЩ.  За окръга в Уайоминг вижте Уестън (окръг).  
Уестън (на английски: Weston) е град в окръг Франклин, щата Айдахо, САЩ. Уестън е с население от 425 жители (2000) и обща площ от 5,1 km². Намира се на 1446 m надморска височина. ЗИП кодът му е 83286, а телефонният му код е 208.